# Jorge Borges
Ne pas confondre avec l’écrivain argentin Jorge Luis Borges.
Pour les articles homonymes, voir Borges.
Jorge Alberto da Silva Borges, né le 17 avril 1952 sur l'île de São Vicente (Cap-Vert), est un homme politique cap-verdien, ministre des Affaires étrangères de 2011 à 2014.